# Hnutí Světlo-Život

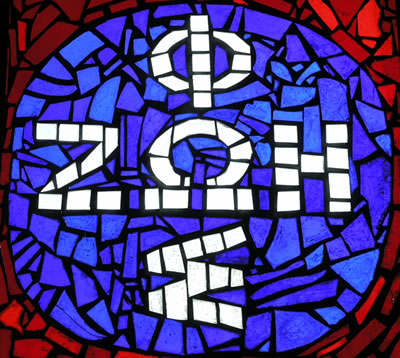
Vitrína se symbolem Hnutí Světlo-život (Krościenko nad Dunajcem)

Hnutí Světlo-Život (polsky: Ruch Światło-Życie) je katolické hnutí, které založil v 50. letech 20. století v Polsku služebník Boží, kněz Franciszek Blachnicki. Dnešní jméno získalo hnutí v roce 1976, předtím se pro ně používalo několik jiných jmen, např. Hnutí oáz (poněkud nepřesné označení oázy se pro ně v běžném hovoru používá dodnes).
Hnutí Světlo-Život je katecheticko-pastorálním hnutím s cílem evangelizovat a formovat dospělé křesťany. Tradiční spiritualitu spojuje s novými požadavky života dnešní společnosti. Snaží se vytvořit zdravé rodiny, dostatečný prostor pro život a společenství schopná ve znamení dobra, pochopení a milosrdenství sloužit lidem. Poslední dobou se stará též o liturgii, ekumenismus, rodinu a misie.
Hnutí působí v Polsku, Bělorusku, Bulharsku, České republice, Litvě, Rusku, Moldavsku, Rakousku, Holandsku, Belgii, Velké Británii, Norsku, Švédsku, Lucembursku, Řecku, Itálii, Turkmenistánu, Pákistánu, Číně, Keni, Brazílii, USA, Kanadě, Lotyšsku, Německu, na Ukrajině a na Slovensku. Generálním moderátorem Hnutí je Marek Sędek, českým národním moderátorem pak Kliment OP (v současné době působí v dominikánském klášteře v Praze). V českých zemích hnutí funguje od 80. let, v současné době existuje v Česku 5 středních oáz - čtyři v Čechách (Nový Jeruzalém v západních Čechách, Ain Karim v severních, Siloe v jižních a Mamre v Praze) a jedna na Moravě (Choreb).
Pojmem oáza se označují jednak jednotlivá centra (skupiny) hnutí, jednak akce hnutím pořádané.
Znakem hnutí je kříž s řeckým nápisem Fós-Zoé (česky Světlo-Život), což jsou alegorie Krista.

## Generální moderátoři
- Franciszek Blachnicki (do 1981)
- Wojciech Danielski (1981-1985)
- Henryk Bolczyk (1985-2001)
- Roman Litwińczuk (2001-2007)
- Adam Wodarczyk (2007-2015)
- Marek Sędek (od r. 2015)